# コーフボール
コーフボール（蘭: korfbal、英: korfball）は、バスケットにボールを入れることを競うスポーツ競技。バスケットボールと違ってバスケットの後ろに板が設置されていないポールを使用する。主に、このスポーツが発明されたオランダで行われている。男女それぞれ4人ずつ計8人が1チームとして、同じコートに入って競技する。

## コーフボールの特徴
とくにバスケットボールと比較して、以下のような特徴がある。
1. ドリブルが禁止されていること。
2. 男女混合スポーツであること。
3. ゴールの周り360°どこからでもシュートできること。

## 歴史
コーフボールは、1902年、オランダ人ニッコ・ブロックフィセによって考案された比較的新しいスポーツである。学校の教師であったブロークフィセはバスケットボールをもとに、屋外で少年少女が混合で楽しむスポーツとしてコーフボールを発案し、競技ルールの工夫を重ねた。

## コーフボールの国際大会
1920年アントワープオリンピック及び1928年アムステルダムオリンピックで公開競技として行われた。
世界選手権は、1978年より4年ごとに開催されている。ワールドゲームズでは、第2回大会（1985年）から実施されている。